# リュブリャニツァ川
リュブリャニツァ川（Ljubljanica）は、スロベニアを流れる川。全長は41kmで、そのうち20kmは洞窟内などを通る地下河川となっている。
リュブリャニツァ川はスロベニア首都のリュブリャナ中心地を流れている。 川に架かる橋で有名なものに三本橋と竜の橋がある。リュブリャナから10kmほどの場所でサヴァ川に合流する。

## 水源
スロベニア南西部、クラス地方の端に6つの水源を持ち、カルスト地形に降った水が地表や地下を流れながら水源に集まっている。
そのため、6回改名する７つの名前を持つ川とされる。